# دار القضاة (السياني)

تعديل مصدري - تعديل

دار القضاة هي إحدى قرى عزلة الدامغ بمديرية السياني التابعة لمحافظة إب، بلغ تعداد سكانها 676 نسمة حسب تعداد اليمن لعام 2004.